# Denzel Kuijpers
Denzel Kuijpers (Tilburg, 26 mei 2004) is een Nederlands voetballer die bij voorkeur als spits voor FC Den Bosch speelt.

## Carrière
Kuijpers kwam in zijn jeugdjaren een seizoen uit voor PSV en vier jaar voor Willem II om vervolgens terug te gaan naar het amateurvoetbal. Na vijf jaar bij Kozakken Boys te hebben gespeeld ging hij, in de zomer van 2022, voor een nieuwe kans bij een betaaldvoetbalclub: PEC Zwolle. 
Op 11 juni 2024 werd bekend dat Kuijpers in het eerste elftal van FC Den Bosch mocht gaan spelen. Hij tekende in de Noord-Brabantse hoofdstad een contract voor twee seizoenen met een optie vanuit de club voor nog een seizoen. Op 16 augustus 2024 maakte de spits zijn debuut in het betaald voetbal, waar hij meteen zijn eerste doelpunt maakte voor FC Den Bosch. In de met 6–0 gewonnen wedstrijd tegen Jong AZ schoot Kuijpers, als invaller voor Danzell Gravenberch, op aangeven van Rein van Hedel in de eenentachtigste minuut de 5–0 binnen. Op 2 maart 2025 startte Kuijpers voor het eerst in de basis. In de met 2-1 verloren uitwedstrijd tegen ADO Den Haag werd hij in de zesenzestigste minuut vervangen door Thijs van Leeuwen. Op de laatste speeldag, in de met 3-1 verloren uitwedstrijd tegen Vitesse maakte Kuijpers zijn tweede doelpunt van het seizoen. In de vijfenzestigste minuut kopte hij op aangeven van Rik Mulders de gelijkmaker binnen.

## Statistieken
| Seizoen                        | Club           | Land           | Competitie     | Competitie | Competitie | Beker | Beker | Totaal | Totaal |
| Seizoen                        | Club           | Land           | Competitie     | Wed.       | Dlp.       | Wed.  | Dlp.  | Wed.   | Dlp.   |
| ------------------------------ | -------------- | -------------- | -------------- | ---------- | ---------- | ----- | ----- | ------ | ------ |
| 2024/25                        | FC Den Bosch   | Nederland      | Eerste divisie | 15         | 2          | 0     | 0     | 15     | 2      |
| 2025/26                        | FC Den Bosch   | Nederland      | Eerste divisie | 1          | 0          | 0     | 0     | 1      | 0      |
| Carrièretotaal                 | Carrièretotaal | Carrièretotaal | Carrièretotaal | 16         | 2          | 0     | 0     | 16     | 2      |
| Bijgewerkt t/m 9 augustus 2025 |                |                |                |            |            |       |       |        |        |